# خربة بنية الخليل
خربة بنية الخليل، وتعرف أيضاً خربة بناية، إحدى الخرب الفلسطينية المهجرة عام 1948، من أراضي وخرب مدينة دورا بمحافظة الخليل، تقع ضمن الحوض الطبيعي رقم 41، وعلى خط الهدنة أراضي عام 1948، وخط أخضر فلسطين.

## الجغرافيا
يحدها من الشمال خربة أم الشقف ومن الجنوب بيت مرسم ومن الغرب واد البطم ومن الشرق خربة المجد ودير العسل التحتا.

## الآثار
تحوي بقايا آثار وجدران مهدمة تعود إلى حقب وأزمان مختلفة.